# Luis Miguel Salvador
Luis Miguel Salvador López (26 de febrero de 1968) es un exfutbolista mexicano que se desempeñaba como delantero. Fue Presidente Deportivo de los Rayados del Monterrey. Desde su llegada al club, el Monterrey ganó 3 títulos de Liga y 3 Concacaf.

## Carrera como jugador
Debutó en el año de 1989, en el Club de Fútbol Atlante en donde ganó un título de liga en la temporada 1992-1993, permaneció en el equipo hasta 1995, año en que fue traspasado al Club de Fútbol Monterrey en donde militó por espacio de dos años para llegar al Atlético Celaya, en donde jugaría dos años más, regresado posteriormente al Atlante en donde se retiraría en el año 2000. Durante su carrera en la primera división mexicana marcó 111 goles.
Fue convocado a la selección mexicana de fútbol que participó en el mundial de Estados Unidos 1994, en donde solo jugó 10 minutos en el partido México Vs Irlanda correspondiente a la fase de grupos de dicho certamen, partido que terminó 2-1 a favor del conjunto Mexicano. Fue nuevamente convocado a la selección mexicana para disputar la Copa América 1995 celebrada en Uruguay. RSSSF.com Copa América 1995

## Clubes

### Trayectoria en clubes
| Año       | Club            | País   |
| --------- | --------------- | ------ |
| 1989-1995 | Atlante FC      | México |
| 1995-1997 | Monterrey FC    | México |
| 1997-1999 | Atlético Celaya | México |
| 2000      | Atlante FC      | México |

## Selección nacional

### Trayectoria Selección Nacional
| Torneo                 | Equipo              | Sede           | Resultado        |
| ---------------------- | ------------------- | -------------- | ---------------- |
| Copa Oro CONCACAF 1993 | Selección de México | México         | CAMPEÓN          |
| Copa Mundial FIFA 1994 | Selección de México | Estados Unidos | Octavos de final |
| Copa América 1995      | Selección de México | Uruguay        | Cuartos de final |

## Palmarés

### Clubes

#### Títulos
| Título           | Año       | Club        |
| ---------------- | --------- | ----------- |
| Segunda División | 1988-1989 | Potros Neza |
| Segunda División | 1990-1991 | Atlante FC  |
| Primera División | 1992-1993 | Atlante FC  |

### Otro logro
- Tercer goleador histórico del Atlante FC con 81 goles